# Calathus deyrollei
Calathus deyrollei is een keversoort uit de familie van de loopkevers (Carabidae). De wetenschappelijke naam van de soort is voor het eerst geldig gepubliceerd in 1870 door Gautier des Cottes.